# Jack Joseph Kempf
Pour les articles homonymes, voir Kempf.
Jack Joseph Kempf (12 mai 1935-1er juillet 2003) est un homme politique canadien de la Colombie-Britannique. Il est député provincial créditiste de la circonscription britanno-colombienne de Omineca de 1975 à 1991,.
Il est ministre des Terres, Parks et de l'Habitation (fév.-août 1986) dans le cabinet de Bill Bennett et ministre des Forêts (août 1986-mars 1987) dans celui de William Vander Zalm.

## Biographie
Né à Kelowna en Colombie-Britannique, Kempf est propriétaire d'un motel et d'un restaurant. Il est conseiller municipal de la ville de Houston et y sert également comme maire. 
Kempf meurt à Loreto dans l'État mexicain de Basse-Californie du Sud où il passe sa retraite.